# Democratische Partij (Zuid-Vietnam)
De Democratische Partij (Vietnamees: Đảng Dân chủ; Frans: Parti démocrate), oorspronkelijk: Nationale Alliantie voor de Sociaal-Democratische Revolutie, Unie voor Vrijheid en Democratie (Liên minh Dân tộc Cách mạng Dân chủ Xã hội, Liên minh Tự do Dân chủ) was een Zuid-Vietnamese politieke partij die van 1967 tot 1969 bestond.

## Geschiedenis
De Democratische Partij (DDC) werd in 1967 opgericht om de kandidatuur van Nguyen Van Thieu voor het presidentschap te ondersteunen. Thieu was sinds 1965 interim-staatshoofd van Zuid-Vietnam en werd in september 1967 tot president gekozen. President Nguyen Van Thieu was tevens voorzitter van de DDC. In mei 1969 ging de DDC op in het Nationaal Sociaal-Democratisch Front, een federatie van regeringsgezinde Zuid-Vietnamese partijen en verenigingen.

## Vlag
De partijvlag, een geel veld met een rode ster, werd in 1969 overgenomen door het Nationaal Sociaal-Democratisch Front.